# Castello di Peñafiel
Il castello di Peñafiel (in spagnolo: Castillo de Peñafiel) è una fortezza in stile gotico tedesco della città spagnola di Peñafiel, nella provincia di Valladolid (Castiglia e León, Spagna centro-settentrionale), costruito nella forma attuale nel corso tra il XIV e il XV secolo, ma le cui origini risalgono al X secolo
Dichiarato monumento nazionale nel 1917, è dal 1999 la sede del museo provinciale del vino di Valladolid.

## Descrizione
Il castello si erge su un pendio che sovrasta la città.
L'edificio è costruito in pietra di Campaspero e misura 210 metri in lunghezza e 33-35 in larghezza.
Presenta un maschio dell'altezza di oltre 20 metri, con una base di 14,5 x 20 metri.
|  |

## Storia
Della fortezza originario si hanno notizie sin dal 943.
L'edificio acquisì la forma attuale nel XV secolo per volere di Pedro Girón Pacheco, Maestro dell'Ordine militare di Calatrava.
Nel 1442 nell'edificio nacque il Carlo, principe di Viana, figlio di Giovanni II d'Aragona e di Bianca di Navarra.

## Galleria d'immagini

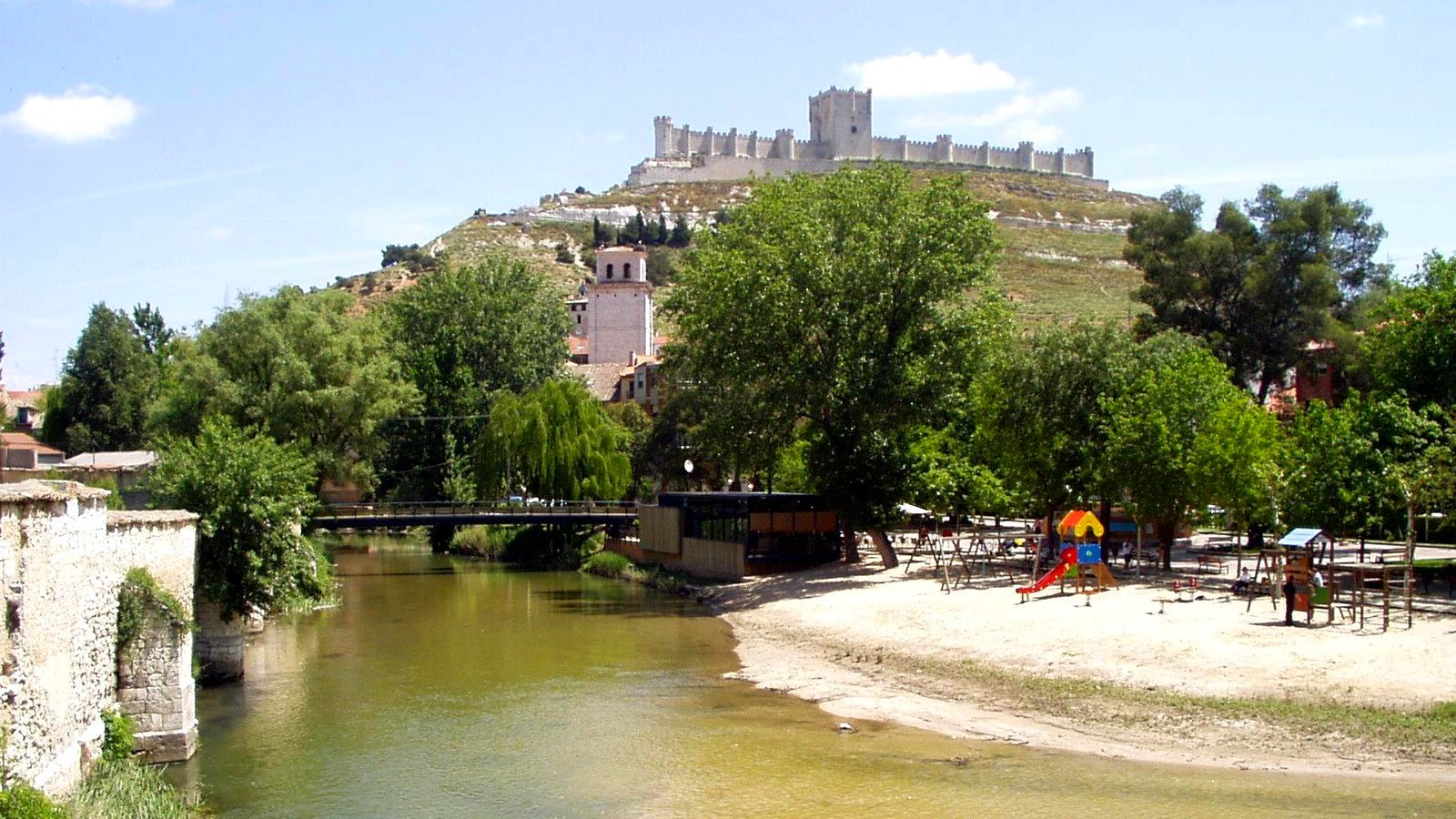
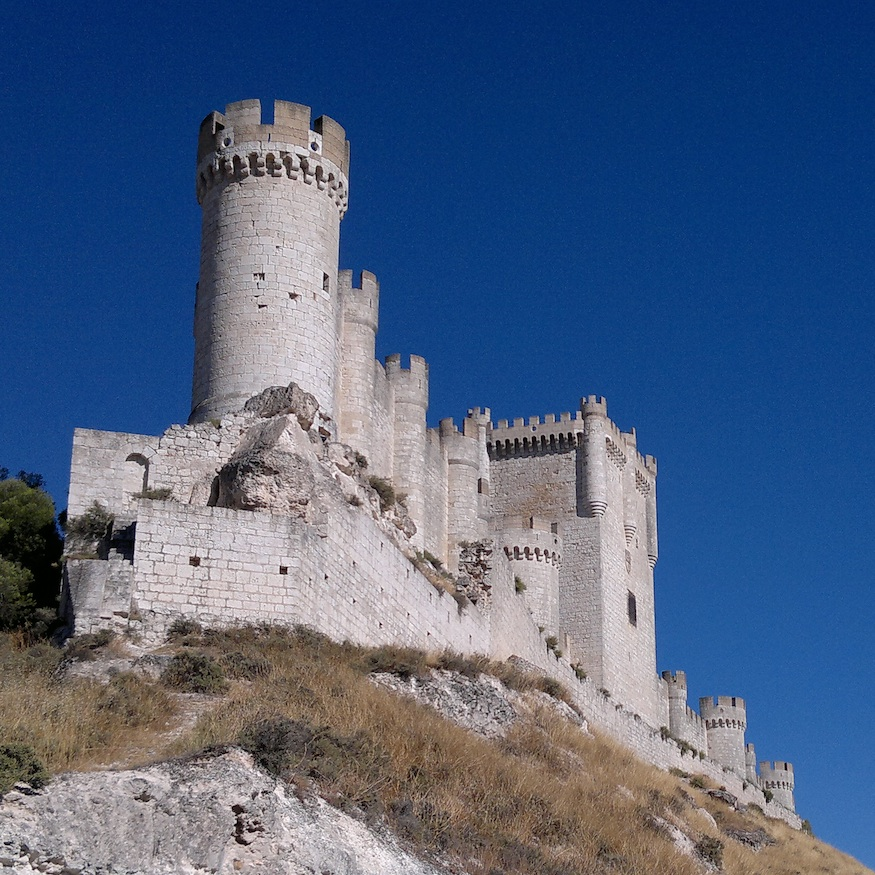
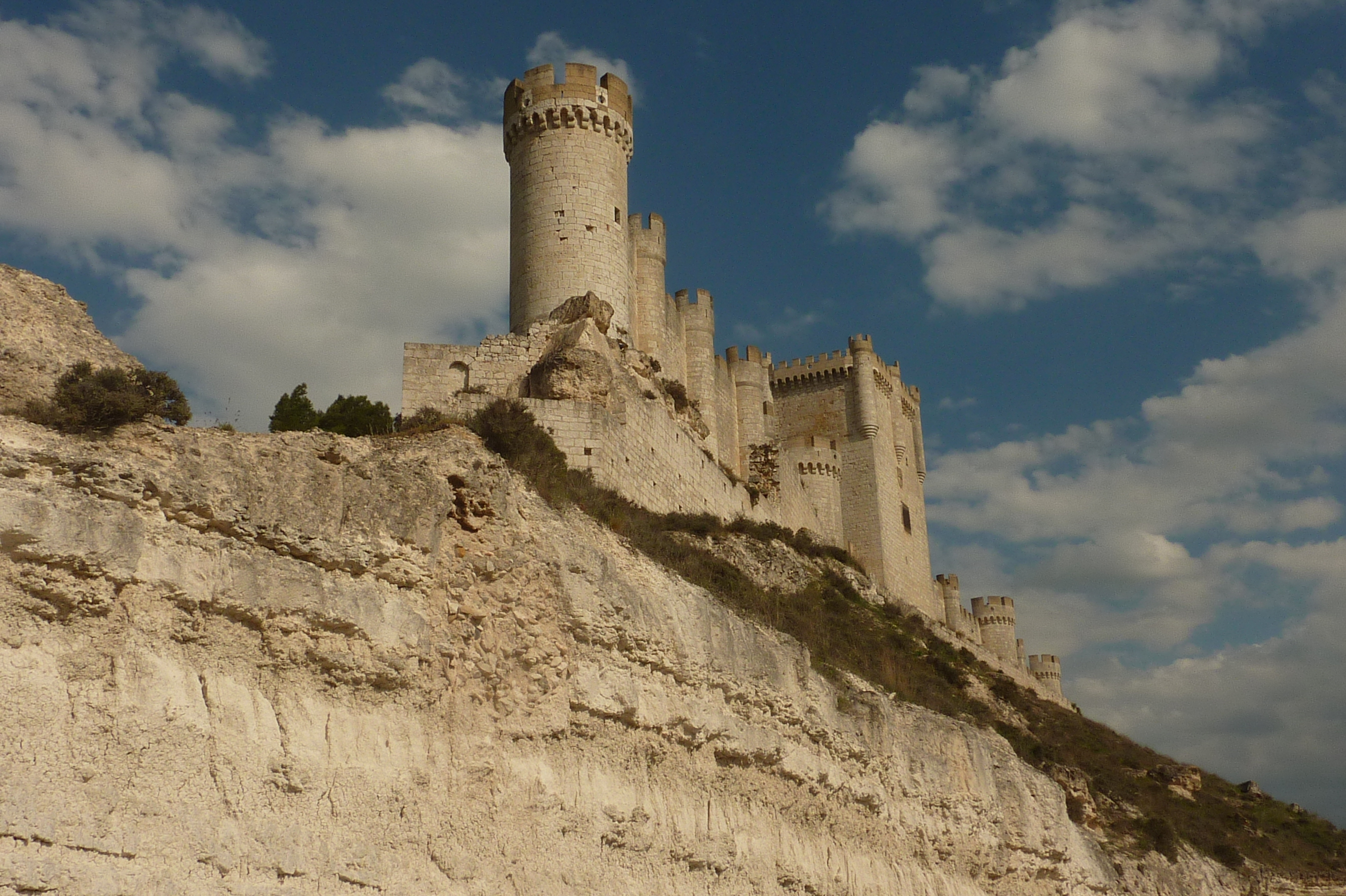
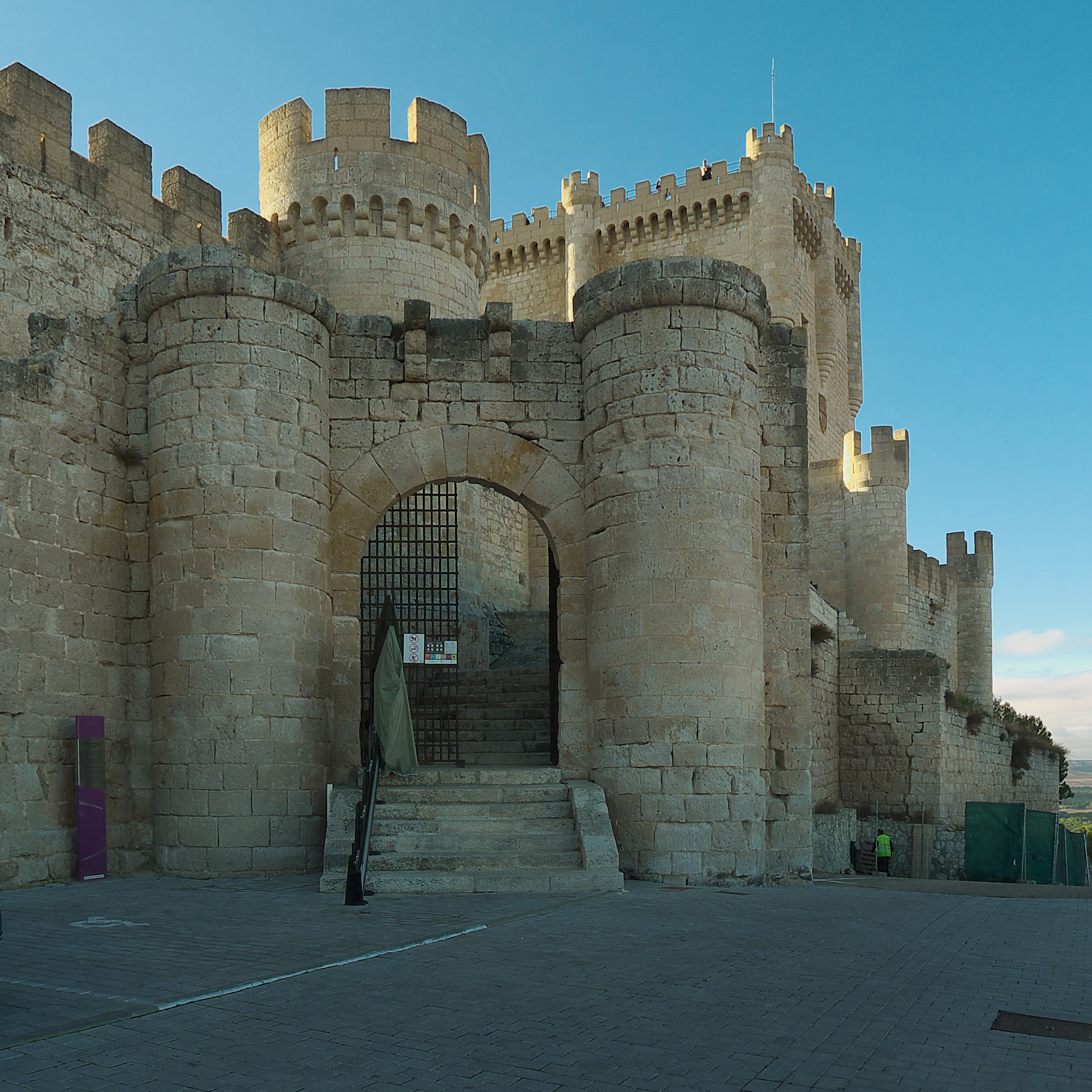
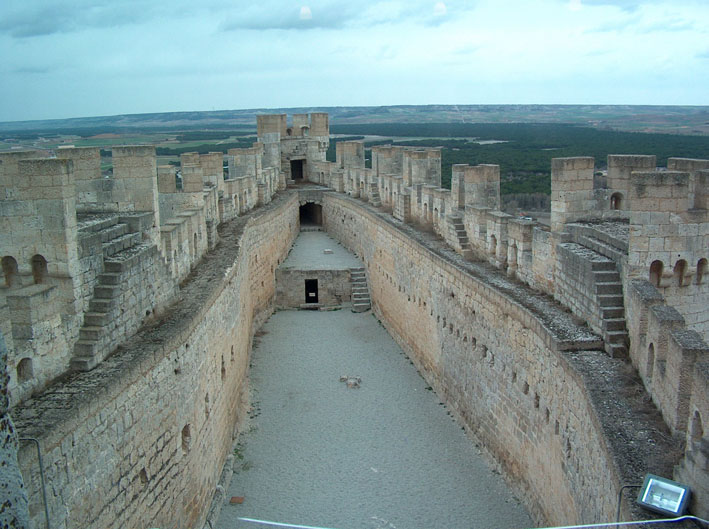